# ISO 3166-2:MD
ISO 3166-2:MD is een ISO-standaard met betrekking tot de zogenaamde geocodes. Het is een subset van de ISO 3166-2 tabel, die specifiek betrekking heeft op Moldavië. 
De gegevens werden tot op 15 februari 2019 geüpdatet op het ISO Online Browsing Platform (OBP). Hier worden gedefinieerd:
- 32 districten - district (en) / district (fr) / raion (ro) –
- 1 autonome territoriale eenheid - autonomous territorial unit (en) / unité territoriale autonome (fr) / unitatea teritorială autonomă (ro) –
- 1 territoriale eenheid - erritorial unit (en) / unité territoriale (fr) / unitatea teritorială (ro) –
- 3 steden - city (en) / ville (fr) / municipiu (ro) -.

Volgens de eerste set, ISO 3166-1, staat MD voor Moldavië, het tweede gedeelte is een tweeletterige code.

## Codes
| Code  | Naam                                           | Categorie                     |
| ----- | ---------------------------------------------- | ----------------------------- |
| MD-AN | Anenii Noi                                     | district                      |
| MD-BA | Bălți                                          | stad                          |
| MD-BS | Basarabeasca                                   | district                      |
| MD-BR | Briceni                                        | district                      |
| MD-CA | Cahul                                          | district                      |
| MD-CL | Călărași                                       | district                      |
| MD-CT | Cantemir                                       | district                      |
| MD-CS | Căușeni                                        | district                      |
| MD-CU | Chișinău                                       | stad                          |
| MD-CM | Cimișlia                                       | district                      |
| MD-CR | Criuleni                                       | district                      |
| MD-DO | Dondușeni                                      | district                      |
| MD-DR | Drochia                                        | district                      |
| MD-DU | Dubăsari                                       | district                      |
| MD-ED | Edineț                                         | district                      |
| MD-FA | Fălești                                        | district                      |
| MD-FL | Florești                                       | district                      |
| MD-GA | Găgăuzia, Unitatea teritorială autonomă (UTAG) | autonome territoriale eenheid |
| MD-GL | Glodeni                                        | district                      |
| MD-HI | Hîncești                                       | district                      |
| MD-IA | Ialoveni                                       | district                      |
| MD-LE | Leova                                          | district                      |
| MD-NI | Nisporeni                                      | district                      |
| MD-OC | Ocnița                                         | district                      |
| MD-OR | Orhei                                          | district                      |
| MD-RE | Rezina                                         | district                      |
| MD-RI | Rîșcani                                        | district                      |
| MD-SI | Sîngerei                                       | district                      |
| MD-SD | Șoldănești                                     | district                      |
| MD-SO | Soroca                                         | district                      |
| MD-SV | Ștefan Vodă                                    | district                      |
| MD-SN | Stînga Nistrului, unitatea teritorială din     | territoriale eenheid          |
| MD-ST | Strășeni                                       | district                      |
| MD-TA | Taraclia                                       | district                      |
| MD-TE | Telenești                                      | district                      |
| MD-BD | Tighina                                        | stad                          |
| MD-UN | Ungheni                                        | district                      |